# Menedemos
Menedemos (grekiska Μενέδημος, latin Menedemus), var en antik grekisk filosof omkring år 300 f.Kr.
Menedemos kom från Eretria på Euboia. Han anslöt sig till att börja med till Stilpon, en av de ledande männen inom den megariska skolan, men ska sedan ha närmat sig den av Faidon grundade eliska skolan. Han sägs även ha hört Platon i Aten, men detta stämmer inte överens med uppgifterna om hans levnadstid. Efter återkomsten till sin fädernestad bildade han där den så kallade eretriska skolan.
Om innehållet av hans filosofiska läror är inget närmare bekant, då han inte har efterlämnat några skrifter.